# Karel Vojáček (lékárník)

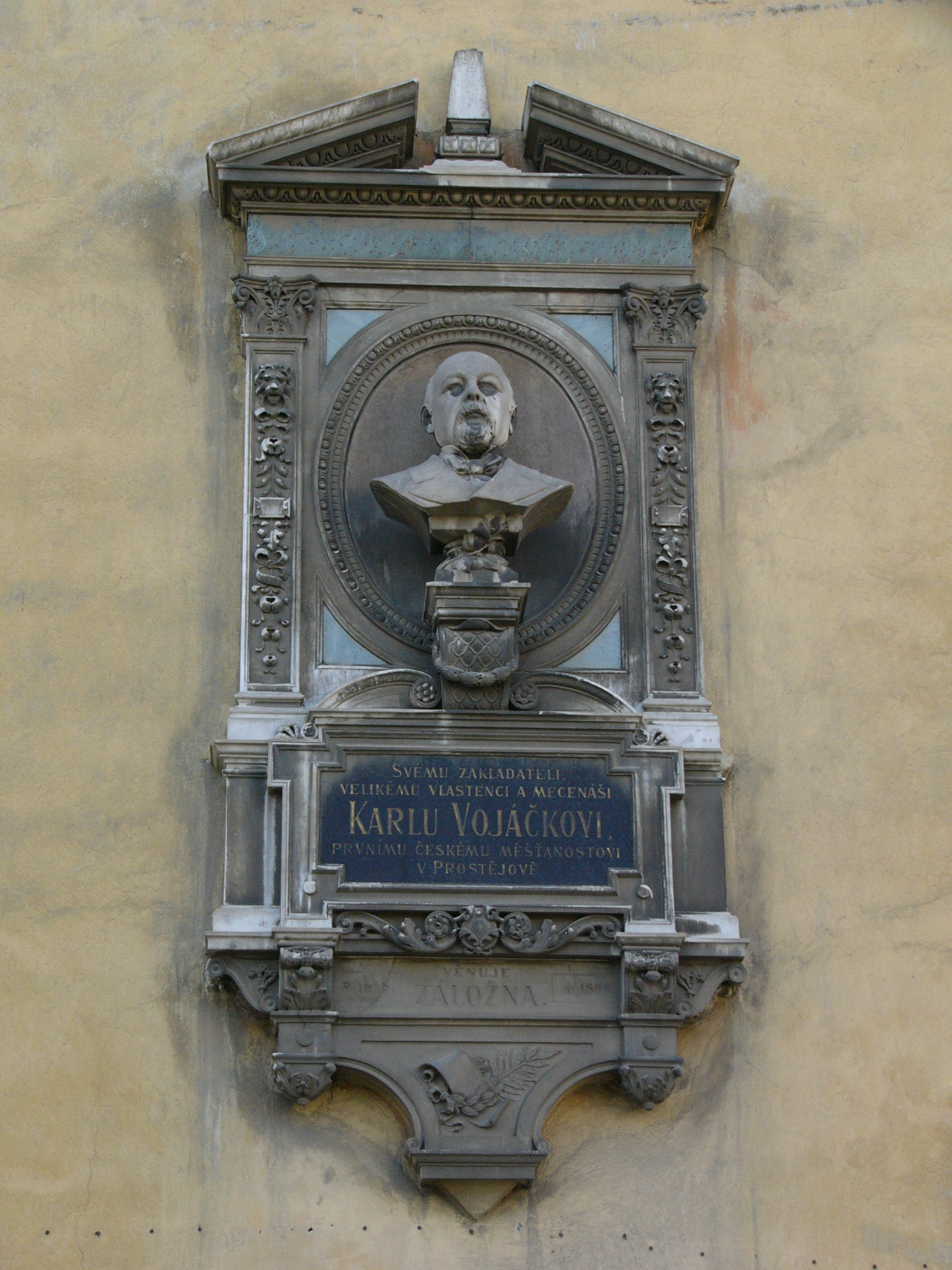
Busta Karla Vojáčka na prostějovském zámku

Karel Vojáček (21. ledna 1848 Prostějov - 25. března 1899 Prostějov) byl moravský lékárník, politik a starosta města Prostějova.

## Život
Navštěvoval gymnázium v Olomouci, poté studoval v Praze lékárnictví. Studia si doplnil v Mnichově, Paříži a Curychu. Pracoval v prostějovské lékárně U černého orla. Zasloužil se o české národní, hospodářské a kulturní vzkříšení. Roku 1884 byl zvolen poslancem do zemského sněmu. Po volbách 1892, kdy volby vyhrála česká strana, se stal starostou města. Za jeho úřadu město vzkvétalo, byla zřízena vyšší škola a gymnázium, první obecná dívčí škola v Rejskově ulici, městská elektrárna, nový hřbitov a zvýšila se úroveň zdravotnictví. Ve své poslední vůli odkázal městu 80 000 zlatých a 1 dům. Krátce po něm zemřela i jeho manželka Karla Vojáčková, která své jmění též odkázala městu. Z jejich společného odkazu se stal základ pro financování výstavby Národního domu (městského divadla).
Jeho jménem je nazváno náměstí před Národním domem v Prostějově, kde je jemu a jeho manželce věnován také pomník. Navrhl jej, stejně jako Národní dům, Jan Kotěra s použitím reliéfů Bohumila Kafky.
Karel Vojáček zemřel 25. března 1899 na rakovinu hrtanu.

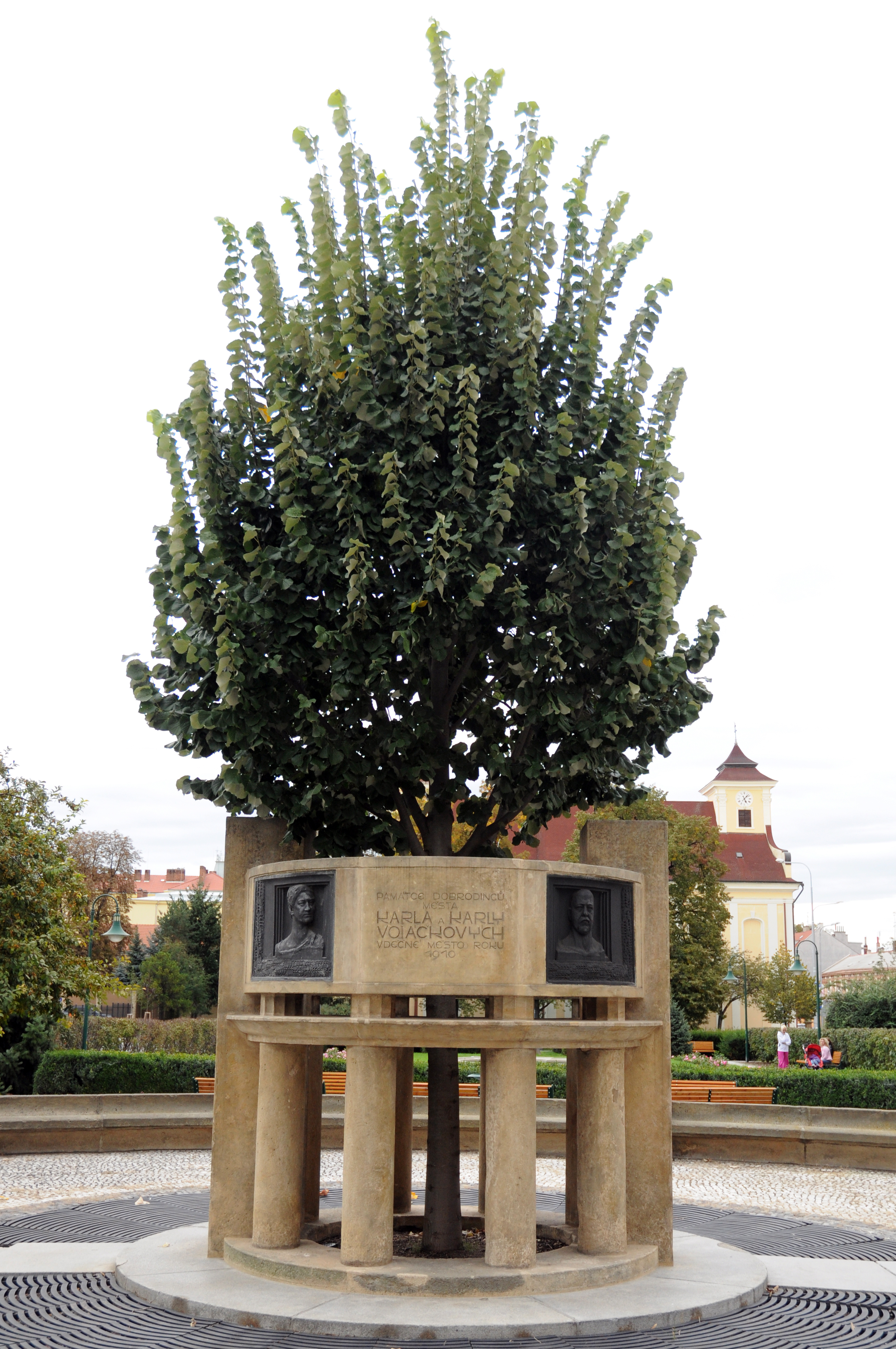
Pomník manželům Vojáčkovým na Vojáčkově náměstí